# Ovarialtumor
Ein Ovarialtumor oder Eierstocktumor ist ein Tumor des Eierstockes. Es gibt gutartige Tumoren, bösartige Tumoren und Mischformen. Eierstocktumoren sind häufig, charakteristische frühzeitige Krankheitshinweise sind nicht vorhanden. Diese echten Eierstockstumoren (Blastome) sind von den Ovarialzysten abzugrenzen.
Ovarialtumoren machen etwa 15 % aller Tumoren bei Frauen aus, 25 % davon sind bösartig. In der Tiermedizin kommen Eierstocktumoren vor allem bei der Kuh und der Hündin vor, etwas seltener bei Stute und Kätzin.

## Klassifikation
Je nach Ursprungsgewebe ist folgende Einteilung gebräuchlich:
- Primär epitheliale Tumoren, 65–70 %, innerhalb des Ovars, oft mit gutartigen Zysten: serös, muzinos, endometrioide und klarzellige; auch potentiell bösartige wie Kystadenom und Brenner-Tumor; und bösartige wie Kystadenokarzinom und undifferenzierte Ovarialkarzinome
- Primär mesenchymale Tumoren: Ovarialfibrom und Mischtumoren wie Adenofibrom
- Gemischte epithelial-mesenchymale Tumoren: Adenosarkom
- Keimstrangtumoren, etwa 8 %, meist gutartig wie Ovarialfibrom[7], Fibrothekom[8], Stromatumoren,  häufig Hormone produzierend wie Granulosazelltumor, Thekazelltumor, Androblastom, Sertoli-Leydig-Zelltumor, Gynandroblastom, Leydigzelltumor, Steroidzelltumor
- Keimzelltumoren, 25 %, von den Oozyten: Dysgerminom (häufigster maligner Keimzelltumor), Gynandroblastom, embryonale Tumoren wie Teratom, Dermoidzysten, Struma ovarii, Embryonalkarzinom, Polyembryom, extraembryonale Tumoren wie Endodermaler Sinustumor, malignes Chorionepitheliom, Chorionkarzinom, Gonadoblastom
- sekundäre Tumoren (Metastasen), 5–10 %, häufig bei Mammakarzinom, Gastrointestinalkarzinom (Krukenberg-Tumor),  Korpuskarzinom

Beim Haushund sind etwa 60 % der Ovarialtumoren epithelialer Herkunft und 27 % Keimstrangtumoren.

## Im Rahmen von Syndromen
Bei einigen Syndromen können Ovarialtumoren ein wesentliches Merkmal sein:
- Meigs-Syndrom
- Pseudo-Meigs-Syndrom
- Atypisches Meigs-Syndrom[10]
- MULIBREY-Kleinwuchs